# Zwadmaaier

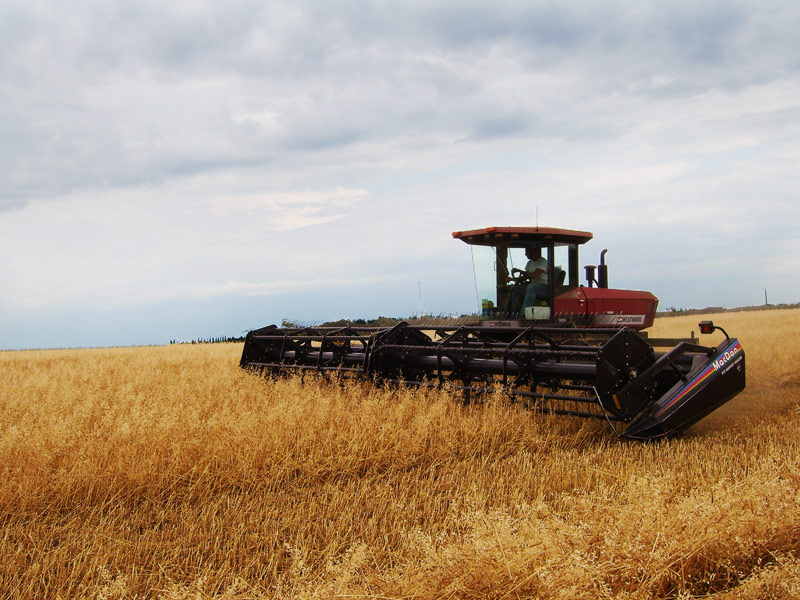
Zwadmaaier

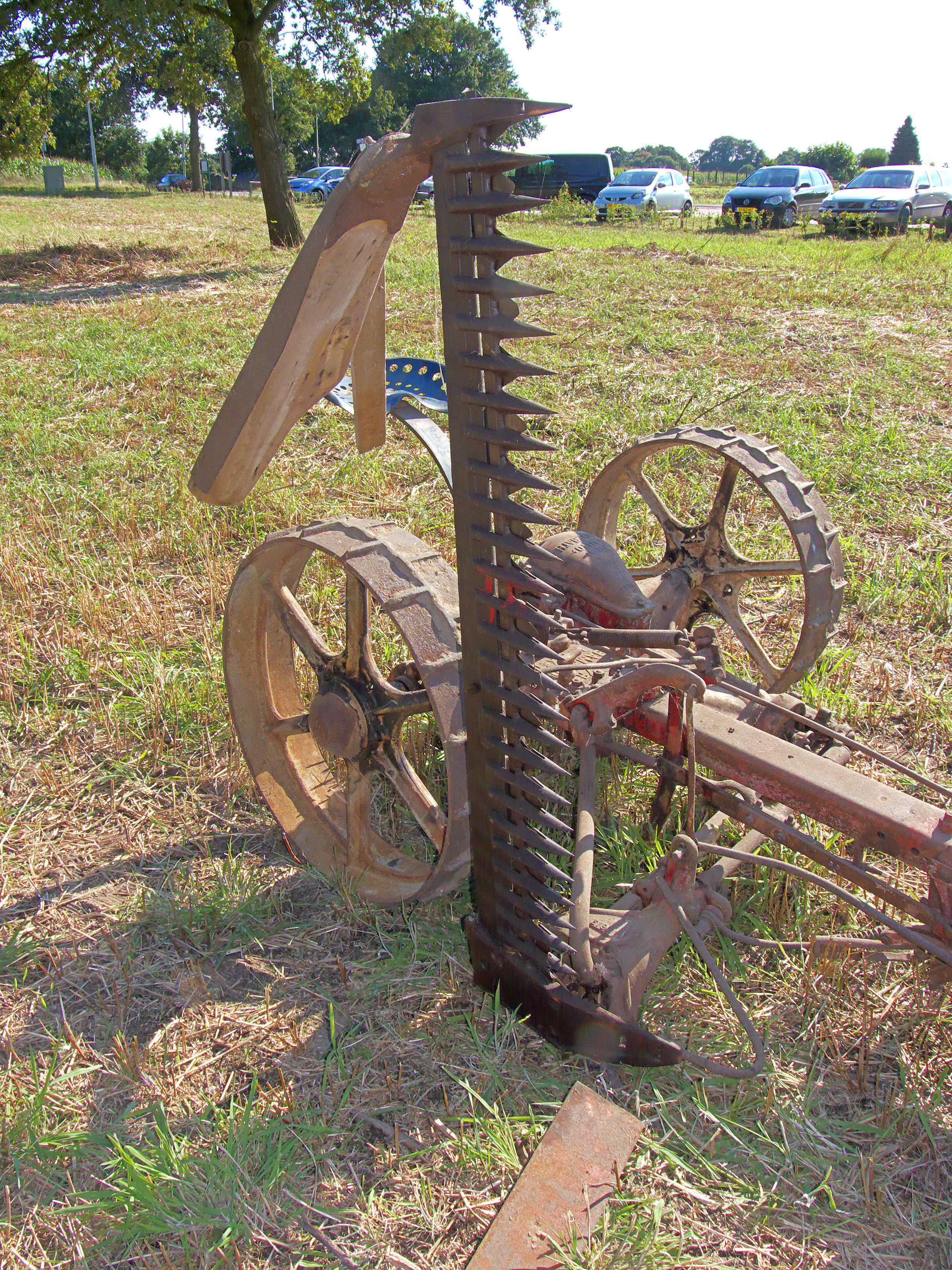
Ouderwetse zwadmaaier voor graan

Een zwadmaaier is een landbouwwerktuig voor het maaien van grassen en is uitgerust met een maaibalk.
Het gewas wordt daarbij verzameld tot een zwad en wordt daarbij zo neergelegd dat er ruimte blijft voor de wielen van werktuigen voor een opvolgende bewerking.
Vroeger werd het rijpe graan met een zwadmaaier gemaaid en daarna met de hand tot garven gebonden. De opvolger van dit type zwadmaaier was de zelfbinder. Deze maait niet alleen maar bindt de bossen ook tot garven. De zelfbinder werd op zijn beurt opgevolgd door de maaidorser.